# Ueda
Ueda (上田市 -shi) é uma cidade japonesa localizada na província de Nagano.
Em 2003 a cidade tinha uma população estimada em 125 458 habitantes e uma densidade populacional de 709,89 h/km². Tem uma área total de 176,73 km².
Recebeu o estatuto de cidade a 1 de Maio de 1919.

## Cidades-irmãs
- Kamakura, Japão
- Joetsu, Japão
- Toyooka, Japão
- Kudoyama, Japão

### Cidades parceiras
- Nerima, Japão
- Ningbo, China
- Broomfield, EUA

### Cidades com  pactos de colaboração em situações de emergência
Ueda entrou  em  pactos  com  todas as cidades japonesas listadas acima e mais duas cidades listadas abaixo para uma colaboração mútua em caso de emergência.
- Ageo, Japão
- Numazu, Japão